# Anomoeoceros hispidus
Anomoeoceros hispidus är en tvåvingeart som beskrevs av Lamb 1918. Anomoeoceros hispidus ingår i släktet Anomoeoceros och familjen fritflugor. Inga underarter finns listade i Catalogue of Life.